# Pueblo sáliba
Los sáliba son una etnia originaria de los Llanos, que habita en Colombia y Venezuela.

## Territorios
En Colombia habitan en Casanare (Orocué, y Hato Corozal y Paz de Ariporo), Meta (Puerto Gaitán) y Vichada (Santa Rosalía). En el municipio de Orocué viven en 8 resguardos: Macucuana, Saladillo, Paravare, El Consejo, El Suspiro, San Juanito, El Médano y El Duya. En total suman unas 40 000 hectáreas. En 1986, en Hato Corozal y Paz de Ariporo fue constituido el resguardo indígena de Caño Mochuelo, en cuyo territorio habitan sálibas conjuntamente con comunidades cuiba, sikuani, piapoco y yaruro. En Venezuela, los sáliba viven en el norte del estado Amazonas y se encuentran en proceso de asimilación.

## Economía
Viven de la agricultura, la pesca, la caza y la elaboración de artesanías. Cultivan principalmente yuca amarga, de la cual elaboran casabe y fariña (harina tostada); también siembran ñame, batata, plátano, maíz, caña de azúcar, diversas frutas, así como plantas utilizadas para obtener fibras y colorantes.
Además, practican la ganadería y la avicultura. Algunos productos rituales, como el yopo, el capi, el tabaco, las resinas y los colorantes, también funcionan como objetos de intercambio.
La cestería es una labor realizada por los hombres, mientras que la alfarería está a cargo de las mujeres. Venden a comerciantes y turistas una variedad de productos artesanales, como cerámicas, calderos, budares, tallas de madera y cestas.

## Cosmogonía
Pulú enseñó a los Sáliba a cultivar la tierra, a cazar; enseñó rezos para curarse de las enfermedades, secretos de las plantas, el respeto por la naturaleza; valores de generosidad, compartir, amor por los animales, cuidado y pastoreo del ganado; también  defenderse de los ataques de enemigos. El hombre Sáliba descendiente de la Madre Tierra, está hecho del polvo que Pulú soplo por la nariz y luego aparece la mujer.

## Lengua
Hablan un idioma de la familia sáliba, emparentado con el piaroa.

## Los sálibas y sus costumbres
Alexander von Humboldt describe a los sáliba en sus Viajes a las Regiones Equinocciales. Entre otras cosas, escribe que los sáliba, al contrario que los grupos caribes como los maquinizares, se pintaban todo el cuerpo y no solo la cara.
Humboldt dice:

La región de habitat original [de los sáliba] parece ser la orilla occidental del Orinoco entre el río Vichada y el Guaviare, así como entre el río Meta y el río Pauto. Actualmente se hallan sálibas no solo en Carichana, sino en las misiones de la provincia Casanare, en Cabapuna, Guanapalo, Cabiuna y Macuco. Este último pueblo, fundado por el jesuita fray Manuel Román en 1730, tiene 1300 habitantes. Los sálivas son un pueblo acogedor, dulce, casi tímido y más fácil, no diría de civilizar, pero sí de controlar que otros en el Orinoco. Para escapar del dominio de los caribes, se dejaron instalar con más facilidad en las primeras misiones jesuitas. Los padres alaban también con frecuencia en sus escritos su racionamiento y su capacidad de aprendizaje. Los sálibas aman mucho la música; desde los tiempos más remotos tocan trompetas de tierra cocida que tienen unos cuatro a cinco pies de largo y varias extensiones en forma de balas que están unidas por tubos estrechos. Estas trompetas emiten un tono muy triste. Los jesuitas han sabido usar afortunadamente la tendencia natural de los sálibas para la música instrumental y aun después de la eliminación de la Sociedad de Jesús los misioneros del río Meta en San Miguel de Macuco han mantenido la bella música eclesiástica y las clases de música para la juventud. Hace poco un viajero vio, para su sorpresa, los aborígenes tocando violines, violoncellos, triángulos, guitarras y flautas.